# Sauropus gracilis
Sauropus gracilis är en emblikaväxtart som beskrevs av J.T.Hunter och J.J.Bruhl. Sauropus gracilis ingår i släktet Sauropus och familjen emblikaväxter.
Artens utbredningsområde är Northern Territory, Australien. Inga underarter finns listade i Catalogue of Life.